# یوکاری قشلاق (بایبورد)
یوکاری قشلاق (به ترکی استانبولی: Yukarıkışlak) (به کردی: Qişlaqa Jorîn) یک منطقهٔ مسکونی در ترکیه است که در بایبورد واقع شده‌است. یوکاری قشلاق ۶۴ نفر جمعیت دارد.